# Валпарајсо (Флорида)
Валпарејзо (енгл. Valparaiso) град је у америчкој савезној држави Флорида. По попису становништва из 2010. у њему је живело 5.036 становника.

## Демографија
Према попису становништва из 2010. у граду је живело 5.036 становника, што је 1.372 (21,4%) становника мање него 2000. године.
| Група             | 2000.         | 2010.         |
| Белци             | 4.848 (75,7%) | 4.069 (80,8%) |
| Афроамериканци    | 635 (9,9%)    | 287 (5,7%)    |
| Азијати           | 171 (2,7%)    | 183 (3,6%)    |
| Хиспаноамериканци | 588 (9,2%)    | 279 (5,5%)    |
| Укупно            | 6.408         | 5.036         |